# Cheumatopsyche obtusa
Cheumatopsyche obtusa är en nattsländeart som först beskrevs av Jacquemart 1963.  Cheumatopsyche obtusa ingår i släktet Cheumatopsyche och familjen ryssjenattsländor. Inga underarter finns listade i Catalogue of Life.